# 朴一禹
朴 一禹（パク・イル、1904年 - 没年不明）は、朝鮮民主主義人民共和国（北朝鮮）の政治家、軍人。第二次世界大戦以前は中国共産党員として中国で活動を行っていた人物であり、戦後の北朝鮮における延安派の中心人物のひとりであった。

## 経歴
朝鮮平安道の人とされるが、1904年（1912年説もある）、間島（延辺）の延吉県開山の生まれ。1928年、中国共産党に入党。満洲で活動をしていたが、1931年の満州事変後に中国本土へ移動。延安の中国共産党中央党校や［［抗日軍政大学］］に学んだのち、1938年より八路軍に入り、解放区の県長などを務めた。
1942年7月に朝鮮独立同盟の結成に参加して中央委員に就任、朝鮮義勇軍の副司令となった。1945年2月には朝鮮革命軍政学校の副校長を兼ねた。また、陝甘寧辺区政府の参議員も務めており、中国共産党第七回全国代表大会（1945年4-6月）に代表として出席している。
1945年8月、ソ連の参戦と日本の敗戦により、朝鮮は「解放」され、中国も新たな局面を迎える。1945年8月13日、朱徳は太行山の朝鮮義勇軍に東満（延辺）進出を命じる。朴一禹は朝鮮義勇軍第5支隊政治委員を兼任し、第5支隊とともに延辺に入り、人心の掌握と根拠地の建設にあたった。1946年3月、朝鮮義勇軍の兵士を率い、ソ連軍政下の北部朝鮮に帰国した。
1946年8月、北朝鮮労働党（のちの朝鮮労働党）第1回大会において党中央委員会常務委員会委員に選出される。1947年2月に北朝鮮人民委員会内務局長に就任。1948年3月の第2回党大会において党常務委員会委員に再選。8月に最高人民会議代議員となり、1948年9月9日に朝鮮民主主義人民共和国が建国されると内務相となった。1949年6月、南北労働党が合同して朝鮮労働党が結成されるとその中央委員となり、祖国統一民主主義戦線中央委員にも就任した。
1950年6月25日に朝鮮戦争が勃発すると軍事委員会委員に就任。同年10月にダグラス・マッカーサー元帥の指揮下で朝鮮半島を北上する国連軍に対抗して中国人民志願軍（抗美援朝義勇軍）が朝鮮入りすると、中国側の要請を受けて同軍に参加。10月25日、毛沢東の命令により中国人民志願軍副司令員兼副政治委員に任命された。12月には中朝軍の指揮一元化のため中朝連合司令部が組織されると、朴は連合司令部副政治委員に任命された。この人事には金日成よりも、延安派の朴一禹の方が中朝連合軍の副司令官に相応しいとする彭徳懐司令官の意向があった。1950年11月から1952年2月まで朝鮮人民軍の前線副司令官となる。この間、1950年に朝鮮人民軍大将、1953年に次帥となる。
1953年2月5日、金日成により召還され、副司令職は崔庸健に代えられた。その後も中国人民志願軍との連絡を保っており、1954年に食糧が欠乏し、数百人が餓死すると、この情報を中国側に知らせた。朴金喆の密告でこれを知った金日成は激怒し、朴一禹を怒鳴りつけた。
1953年3月、通信相に就任（～1955年4月）。1953年8月に党中央委員の任を解かれる。1955年4月14日に開かれた総会で朴一禹の公開批判が展開された。金日成は朴一禹、金雄、方虎山を「前中国共産党党員小グループ」と名指しで批判し、朴一禹は中国から来た代表と自認し、派閥を作り、党の分裂を企んだと断罪し、朴が自分は毛沢東から中朝連合司令部に指名されたもので、その行動は朝鮮の軍事指導方針、とりわけ金日成によって決定されるものではないと豪語したこと、このグループはまたソ連の軍事専門家を中国の軍事指揮と比較してソ連専門家の名声を傷つけたなどと批判の理由を並べた。最後に金日成は「朴一禹およびその一味が完全降伏し、仕事と政治的観点において正しい立場に戻る最後の機会を与えるべき」と話したが、その数か月後に朴一禹と金雄は軟禁され、方虎山は粛清された。
8月宗派事件の影響で中国とソ連による北朝鮮に対しての内政干渉が行われることになった。この中で彭徳懐は金日成に対して朴一禹を釈放し、彼が中国に来ることを認めるように申し入れた。金日成はその場で彭徳懐の要求を受け入れ、労働党中央常務委員会も1956年10月の会議で、朴一禹を釈放し、自宅軟禁にするか、中国に送還することに関する決定が行われたが、その後の情勢変化によってこの決定が実施されることはなかった。
1953年7月27日の朝鮮戦争休戦協定後も、抗美援朝義勇軍の彭徳懐司令官は金日成よりも朴一禹副司令官を重視し、朴一禹を朝鮮労働党総書記に据えようと考えており、金日成首相による延安派粛清以後の中朝関係は悪化していたが、1959年に彭徳懐が毛沢東主席の大躍進政策を批判したことによって失脚した後、同年中に毛沢東主席から金日成首相に中朝指導者間の関係改善の契機が伝えられた。